# Auer+Weber+Assoziierte
Auer+Weber+Assoziierte est un cabinet d'architectes allemands, fondé en 1980 et basé à Stuttgart et Munich. Les fondateurs sont Fritz Auer (né le 24 juin 1933) et Carlo Weber (6 avril 1934–15 mai 2014).

## Histoire
Le bureau d'architectes Auer+Weber est issu de Behnisch & Partner, cabinet où travaillaient les deux architectes entre 1966 et 1979. Avant de prendre son nom actuel, il a également été appelé Auer+Weber+Partners (1991-2001) et Auer+Weber+Architects (2001-2005). À partir du printemps 2006, le bureau est connu sous le nom d'Auer+Weber+Assoziierte. Aujourd'hui, il compte environ 80 employés. 

## Projets sélectionnés
- 1983, Kurgast Center à Bad Salzuflen, Rhénanie-du-Nord-Westphalie, Allemagne.
- 1986, Famille d'accueil à Lemgo, Rhénanie-du-Nord-Westphalie, Allemagne.
- 1989, Cafétéria de l'université d'Ulm.
- 1991, Bâtiments administratifs à l'aéroport de Munich, Allemagne.
- 1991, Bâtiments administratifs des services publics à Reutlingen, Bade-Wurtemberg, Allemagne.
- 1994, Théâtre à Hof-sur-Saale, Bavière, Allemagne.
- 1996, Bureaux Prisma à Francfort, Allemagne.
- 1998, Zeppelin Carré à Stuttgart, Allemagne.
- 1998, Extension et reconstruction du théâtre municipal de Recklinghausen, Allemagne.
- 2001, Reconstruction de la Ruhrfestspielhaus à Recklinghausen, Allemagne.
- 2001, Banque centrale de l'État allemand de Saxe-Anhalt, Halberstadt, Allemagne.
- 2001, Auvent de la place de la gare centrale à Heilbronn, Bade-Wurtemberg, Allemagne.
- 2003, Hotel ESO Cerro Paranal, Chili.
- 2005, Bâtiment d'exposition Brühlsche Terrasse à Dresde, Allemagne.
- 2005, Solar City, Linz, Autriche.
- 2006, Gare centrale de Wurtzbourg, Allemagne.
- Extension du siège de l'ESO 2013, Garching, Allemagne.

## Galerie

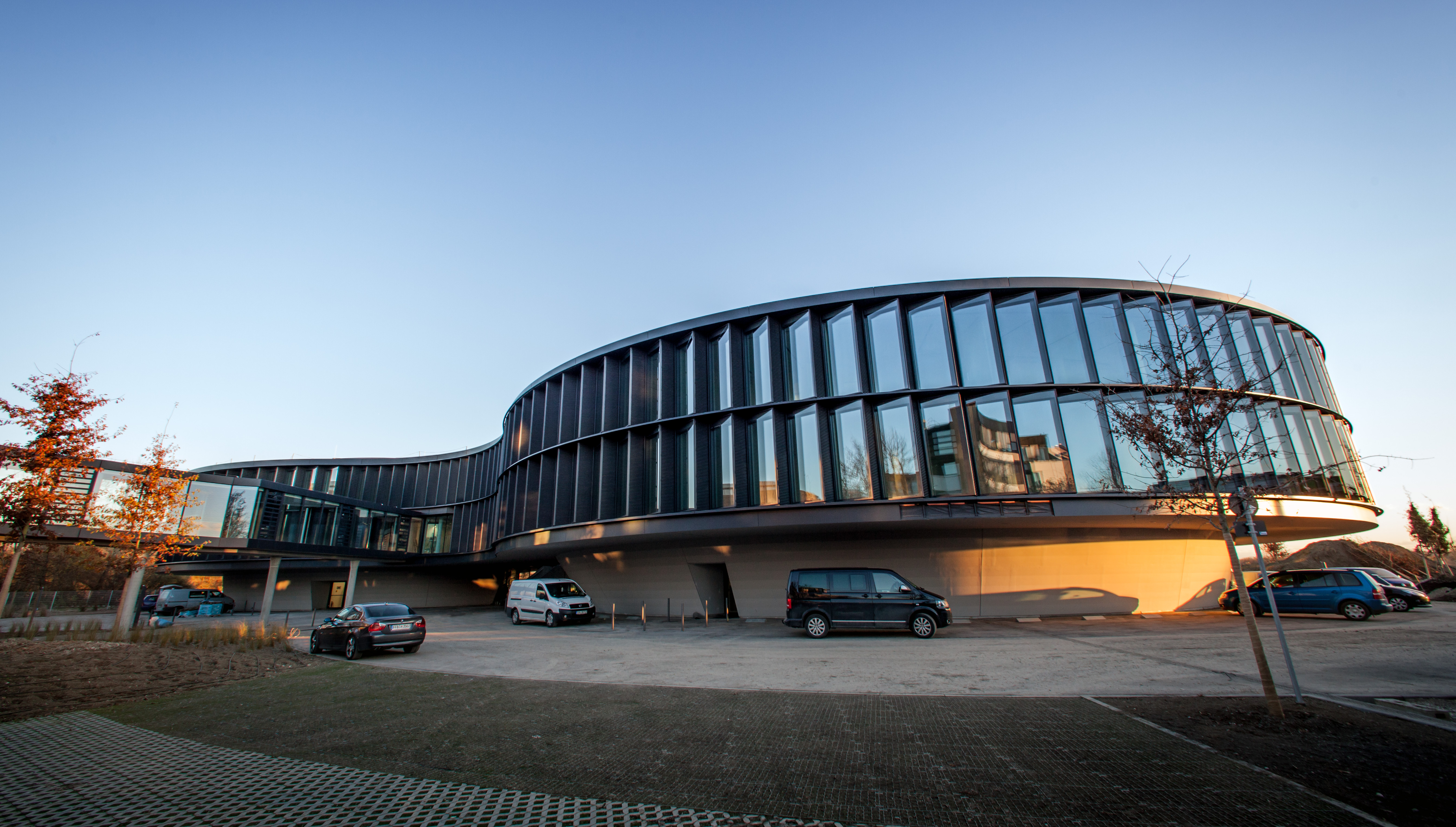
Siège social ESO à Garching
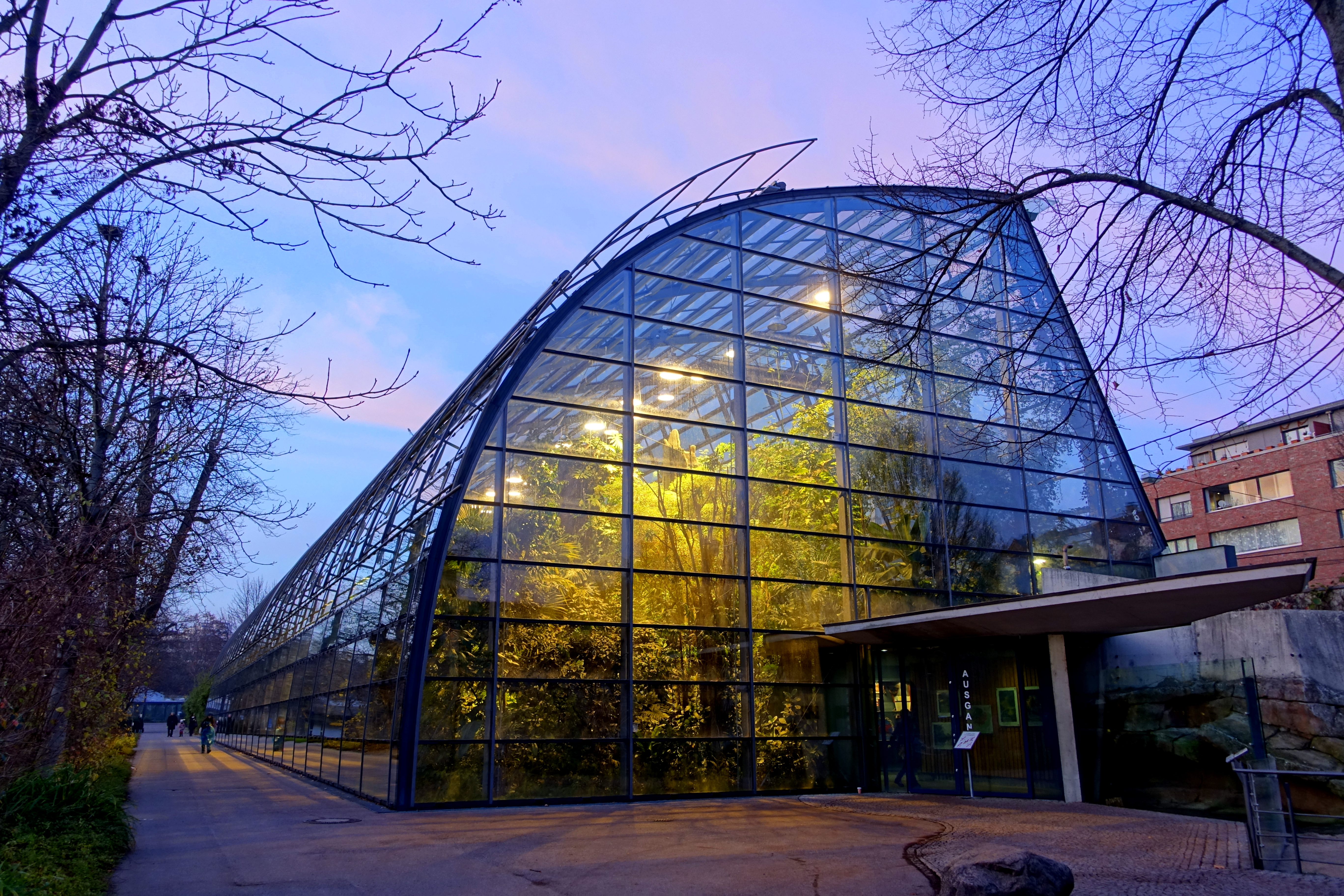
Jardin botanique à Stuttgart
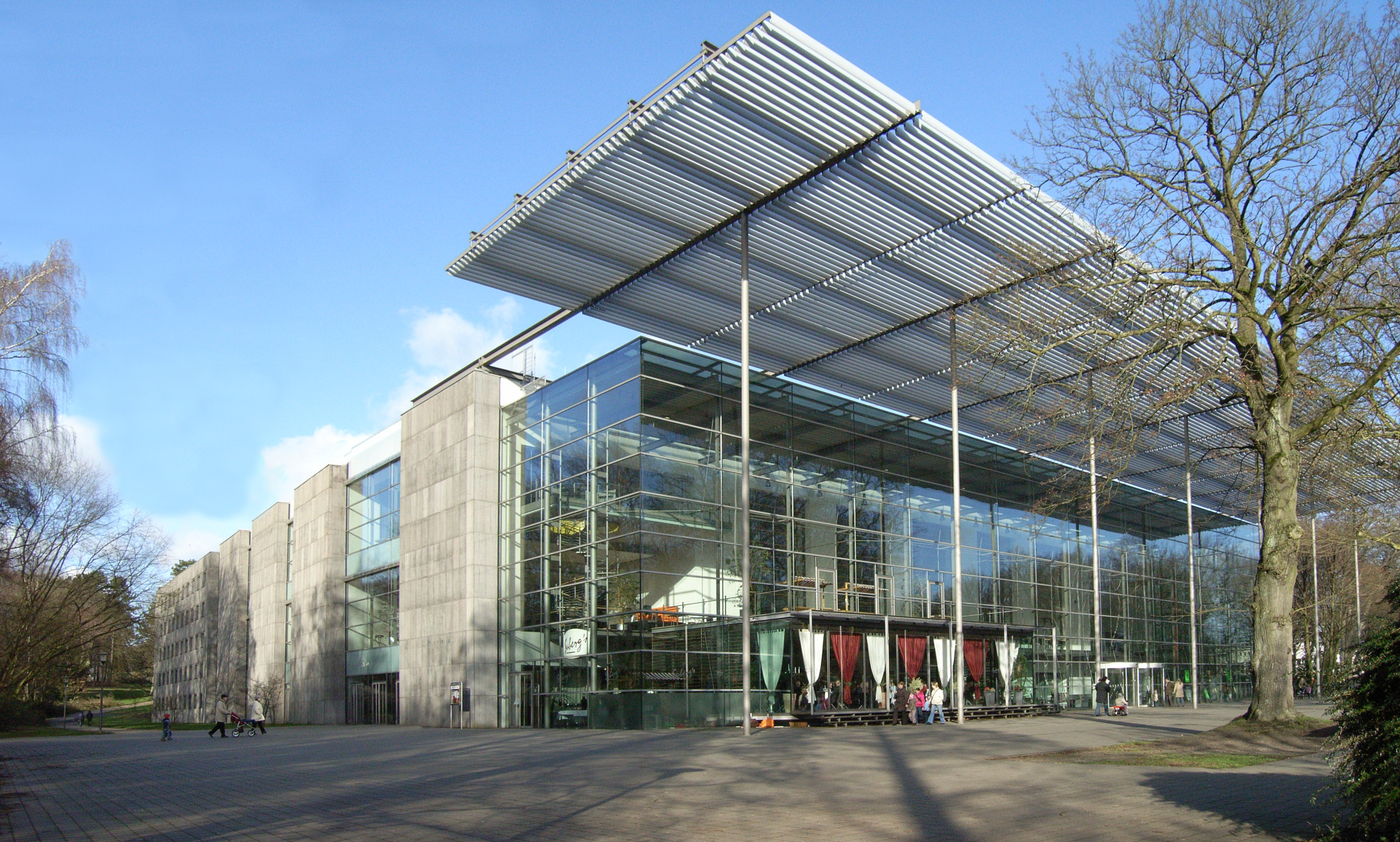
Ruhrfestspielhaus à Recklinghausen
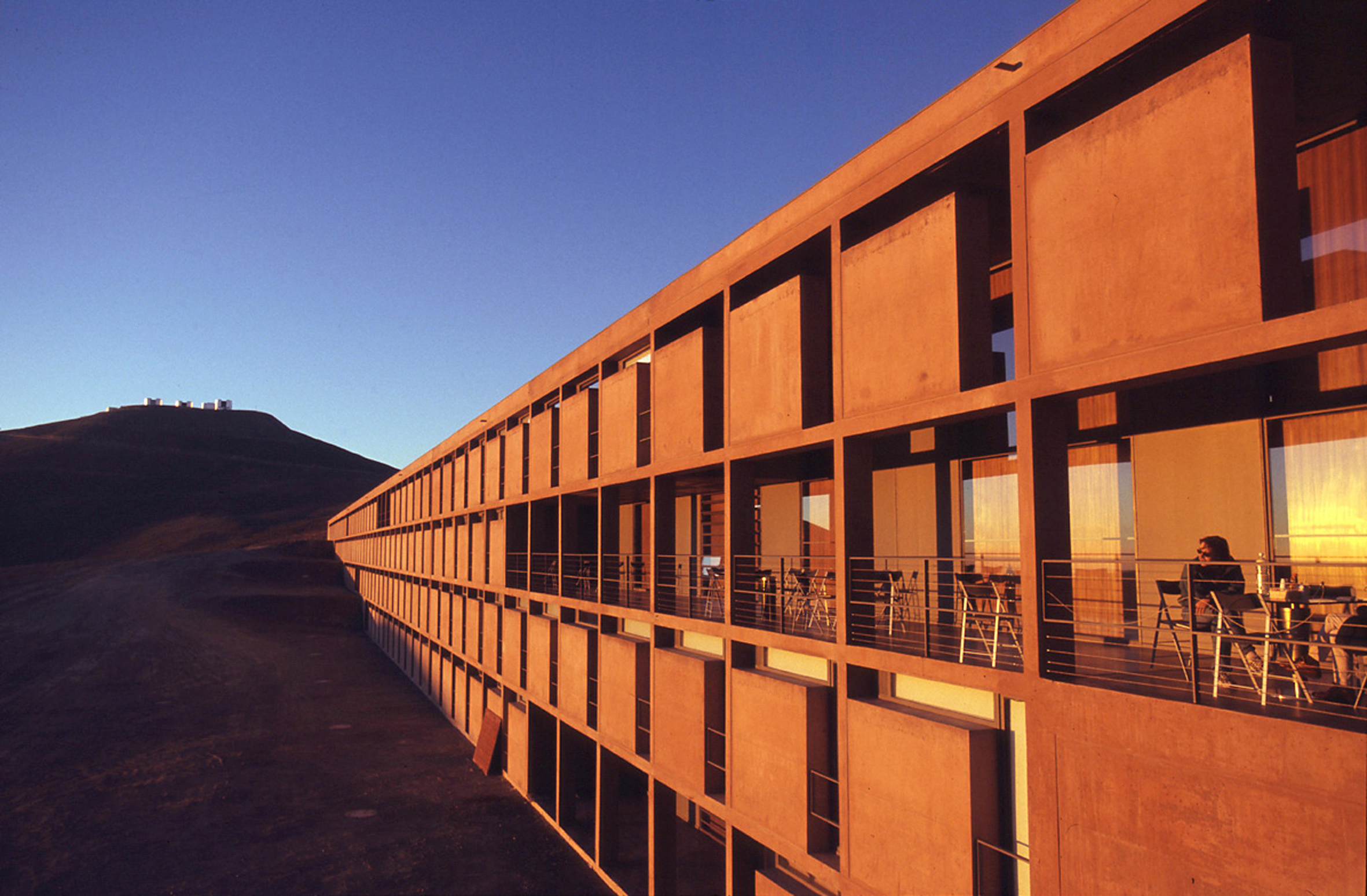
Hotel ESO Cerro Paranal au Chili
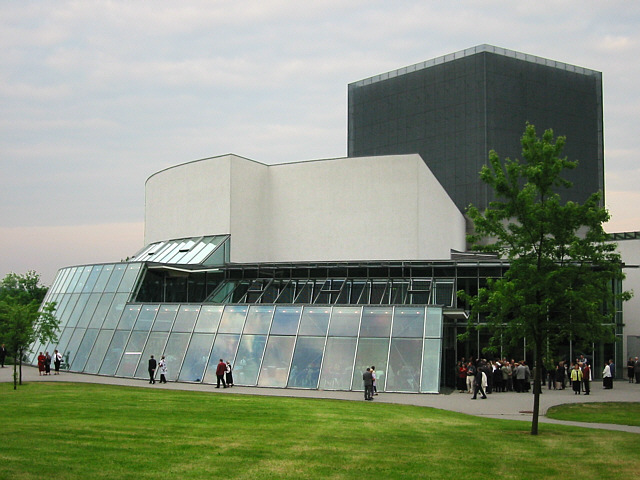
Théâtre Hof à Hof-sur-Saale